# Route nationale 787
Pour les articles homonymes, voir Route 787.
La route nationale 787 ou RN 787 était une route nationale française reliant Morgat à Lézardrieux. À la suite de la réforme de 1972, le tronçon de Morgat à Châteaulin a été déclassé en RD 887, celui de Châteaulin à Carhaix-Plouguer a été repris par la RN 164, celui de Carhaix-Plouguer à Lézardrieux a été déclassé en RD 787.

## Ancien tracé de Morgat à Châteaulin (D 887)
- Morgat, commune de Crozon
- Crozon
- Telgruc-sur-Mer
- Sainte-Marie-du-Ménez-Hom, commune de Plomodiern
- Châteaulin

À partir de la sortie de la zone d'activité de Pen ar Roz à Châteaulin, la voie déclassée est reprise par la N 164.

## Ancien tracé de Châteaulin à Carhaix-Plouguer (N 164)
Entre Châteaulin et Carhaix-Plouguer, le tracé est repris en 1972 par la RN 164, aménagée progressivement en voie express.
- Zone d'activité de Pen ar Roz à Châteaulin
- Pleyben
- Châteauneuf-du-Faou
- Cléden-Poher
- Carhaix-Plouguer

## Ancien tracé de Carhaix-Plouguer à Lézardrieux (D 787)
- Carhaix-Plouguer
- Carnoët (vallée de l'Hyères)
- Callac
- Moustéru
- Guingamp
- Pabu
- Saint-Clet
- Pontrieux
- Pleudaniel
- Lézardrieux